# 范守己
范守己（1542年—？），字介儒，號岫雲，河南開封府洧川縣人，民籍，明朝政治人物。晚年任太仆卿。

## 生平
隆慶四年（1570年）庚午科河南鄉試第十九名，萬曆二年（1574年）甲戌科會試第一百九十八名，登三甲第一百七十六名進士。授雲間司理（松江府推官），七年擢南京刑部山東司主事，历官陕西按察司佥事，十七年（1589年）四月以原官提督山西学政，十九年闰三月御史任应徵参其督学纵恣，被调任别省。二十一年五月调四川佥事，驻札建昌，二十四年四月升陕西左參議，升陕西副使。三十三年冬贬湖广茶陵州知州，历升兵部员外郎、郎中。万历三十八年（1610）二月十五日发生日食，钦天监推算日食不准确。礼部奏请选任邢云路、范守己参与历事。著有《肃皇外史》、《御龙子集》、《郢垩集》等。

## 家族
曾祖范玘；祖父本，曾任省祭官；父范九恩（1515年-1547年），字士寵。母王氏。慈侍下。兄守節（1539年-1575年、壽官）。